# Demonax andamanicus
Demonax andamanicus là một loài bọ cánh cứng trong họ Cerambycidae.